# Särkijärvi (sjö i Finland, Päijänne-Tavastland)
Särkijärvi är en sjö i Finland. Den ligger i kommunen Heinola i landskapet Päijänne-Tavastland, i den södra delen av landet, 140 km nordost om huvudstaden Helsingfors. Särkijärvi ligger 93,7 meter över havet. Arean är 80,2 hektar och strandlinjen är 7,87 kilometer lång. Sjön  ingår i Kymmene älvs huvudavrinningsområde.   I omgivningarna runt Särkijärvi växer i huvudsak blandskog.
I övrigt finns följande i Särkijärvi:
- Muurahaissaari (en ö)
- Piikasaaret (en ö)
- Lehtosaari (en ö)
- Kaksoissaari (en ö)